# Emilio Moreno
Emilio Moreno est un violoniste, altiste, musicologue et chef d'orchestre espagnol, spécialisé dans la musique espagnole des XVIIe et XVIIIe siècles. 

## Biographie
Avec son frère, le guitariste José Miguel Moreno, il fonde le label Glossa Music. Il étudie avec Jaap Schröder à la Schola Cantorum Basiliensis. Après avoir participé à nombre d'enregistrements avec La Petite Bande, le Leonhardt Consort, La Chapelle royale et le Concerto Barrocco ou en tant qu'altiste du Quatuor de l'Ensemble 415, il est actuellement premier altiste de l'Orchestre du XVIIIe siècle dirigé par Frans Brüggen.
En 2001, il fonde l'ensemble El Concierto Español dédié au répertoire baroque et pré-classique.
Moreno est à la tête du département de musique ancienne de l'Escola Superior de Música de Catalunya, à Barcelone et y enseigne le violon et l'alto historique.

## Discographie
- Boccherini, La bona notte : musique de chambre. Trios, op. 6 no 5 [G.93] ; op. 14 no 4 [G.98] ; op. 34 no 2 [G.102] ; G.62 « La bona notte » - Real Cámara : Emilio Moreno, violon ou alto ; Enrico Gatti, violon ; Wouter Möller, violoncelle (juillet 1994, Glossa GCD 920301) (OCLC 46788879)
- Boccherini, Trios à cordes op. 54 nos 2, 4-6 - La Real Cámara : Emilio Moreno et Enrico Gatti, violons ; Wouter Möller, violoncelle (septembre 1995, Glossa) (OCLC 65171802)
- « Música en tiempos de Goya » - Marta Almajano, soprano ; La Real Cámara, dir. Emilio Moreno (1996, Glossa PGCD 920303) (OCLC 740370046)
- « Tientos et batallas : musique pour violon du XVIIe siècle en Espagne » : Andrea Falconieri ; Pablo Bruna ; Tomás Luis de Victoria (mars 1999, Glossa) (OCLC 710043966)
- Boccherini, Sei sonate di cembalo e violino obbligato, op. 5 [G.25-30] - Jacques Ogg, clavecin ; Emilio Moreno, violon (septembre 2000, Glossa GDC 920306) (OCLC 711783025 et 163650705)
- Quintettes avec guitare, (G. 451) et (G.448), José Miguel Moreno, guitare ; La Real Cámara (2000, Glossa GDC 920305) (BNF 44254955)
- Corselli, « Musique à la cour d'Espagne : Ouverture, arias, lamentations » - Núria Rial, soprano ; El Concierto Español, dir. et violon Emilio Moreno (février 2002, Glossa GCD 920307 / GCD C80307)[3] (OCLC 53198040), (BNF 43739127)
- Boccherini, Six quatuors : pour le clavecin, ou pianoforte, violon, alto et basse obligée [G.259] - Arthur Schoonderwoerd, fortepiano ; Emilio Moreno, violon ; Antonio Clares, alto ; Mercedes Ruiz, violoncelle (janvier 2012, Glossa) (OCLC 796013298)
- Castro, Sonates en trio, op. 1 Trattenimenti armonici - La Real Cámara ; Emilio Moreno, violon ; Pablo Zapico, guitare baroque et théorbe ; Aarón Zapico, clavecin (février 2015, SACD Glossa) (OCLC 994835754)